# Фернандес, Алехо
Алехо Фернандес (исп. Alejo Fernández; ок. 1475 — ок. 1545) — испанский живописец эпохи Возрождения севильской школы живописи. Наиболее известен по портрету Христофора Колумба, написанному между 1531 и 1536 годами.

## Биография
Биографических данных о художнике сохранилось немного. Известно, что он родился в Кордове, Андалусия. Рисунок, искусство живописной перспективы осваивал, изучая картины фламандских мастеров. После переезда в 1508 году в Севилью его интерес сместился к изображению человека. К его ранним произведениям, написанным в Кордове, относятся «Христос у колонны бичевания» в городском музее и триптих «Тайной вечери» в базилике Богоматери Пилар в Сарагосе. Более поздние произведения Фернандеса характерны крупными фигурами, включёнными в изображения архитектуры. Известны также алтарные картины работы Фернандеса: «Мадонна Розы» в церкви Святой Анны в Севилье, в которой заметно итальянское влияние, в частности Пинтуриккьо и Рафаэля.
Особый интерес в творчестве Фернандеса представляет алтарная картина — ретабло «Мадонна мореплавателей» (La Virgen de los Navegantes), следующая итальянской иконографии Мадонны Милосердия (итал. La Madonna della Misericordia). Представляет собой образ Девы Марии с Плащом милосердия и расположенные в нижней части композиции корабли. Предполагается, что одна из фигур справа, осеняемая плащом Мадонны, изображает Христофора Колумба.
Картина была написана для алтаря капеллы Дома торговли Индий (Casa de Contratación de las Indias) в Королевском Алькасаре в Севилье, где она и хранится. Это был первый случай изображения американских аборигенов в европейском искусстве. Можно увидеть различные типы судов испанского флота XVI века. Четыре боковые панели сверху вниз и слева направо изображают Святого Себастьяна, Святого Иакова, Святого Тельмо и Святого Иоанна Евангелиста. Перед этим алтарём моряки, направлявшиеся в Америку, молились о попутном ветре, и Хуан Себастьян Элькано (один из участников экспедиции Магеллана) вознёс здесь благодарность после завершения первого в истории кругосветного плавания.
Художник скончался в Севилье около 1545 года.

## Галерея
- Благовещение. Ок. 1508. Дерево, масло. Музей изящных искусств, Севилья
- Поклонение волхвов. Дерево, масло. Музей Гойи, Кастр (Тарн), Франция
- Распятие с двумя разбойниками. Дерево, масло. Музей Род-Айлендской школы дизайна, США
- Христос у колонны бичевания. Ок. 1508. Холст, масло. Музей изящных искусств, Кордова
- Ретабло. Мадонна мореплавателей. 1533. Дерево, масло. Алькасар, Севилья